# Vindhastighet

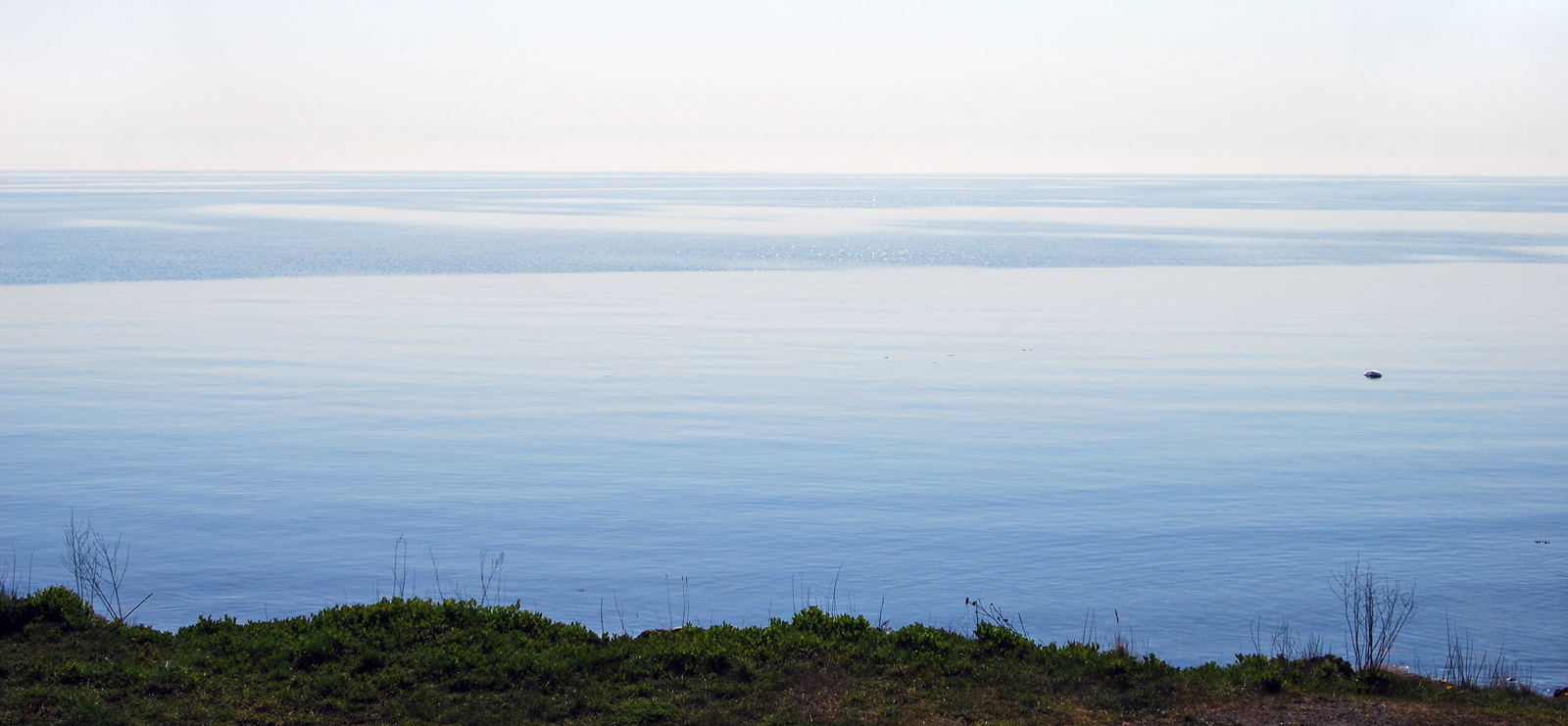
Nästan stiltje/bleke, en tidig morgon vid Världens ände i Ystad 2016.

Vindhastighet eller vindstyrka är ett mått på hastigheten av svaga till starka vindar. Vindstyrka är ett historiskt begrepp som användes på den tid då hastigheten uppskattades utifrån vindens verkningar på till exempel havet och betraktas ibland som detsamma som vindhastighet. Meteorologer föredrar att använda vindhastighet. Vindhastighet anges antingen i meter per sekund eller Beaufortgrader enligt Beauforts vindskala.
Vindhastighet mäts oftast som medelvind (vindhastighetens medelvärde). Vinden blåser inte med konstant hastighet. Hela tiden förekommer det plötsliga ökningar och minskningar i vindhastigheten. En tillfällig ökning kallas för en vindby.

## Vindskalor för vanliga vindar
Som mått på vindhastighet används vanligen meter per sekund (m/s), kilometer per timme eller knop (kn). En knop är ungefär en halv meter i sekunden (1 kn = 0,51444 m/s). För att omvandla kilometer per timme (km/h) till m/s dividerar man med 3,6. Även miles per hour (mph) används, dock inte meteorologiskt så ofta numera.
Det finns olika skalor för vindhastighet, bland annat:
- Fredrik Henrik af Chapmans vindskala från 1779 baserad på fullriggares segelföring i olika vindar.
- Beauforts skala från 1806, som också byggde på samma grundprincip om segelföring som Chapmans. Den förekommer i någon mån än i dag, men ersätts mer och mer av SI-enheten m/s. Beauforts ursprungliga skala gick från ett till tolv, men 1946 utökades den med nivåerna 13–17 för att ge mått vid svårare orkaner.

Olika grader av vindhastighet benämns med olika namn, så som kuling, storm eller orkan. Benämningarna kan ha olika innebörd i olika sammanhang, i vissa skalor kopplas skalans grader till vissa benämningar. Språkbruket varierar beroende på om det är fråga om till havs eller på land.
Det som känns som hård vind för ett litet fartyg, kan för ett större fartyg anses bara vara frisk vind. Man bör dock skilja sådana subjektiva bedömningar från benämningar använda att beteckna specifika vindstyrkor.
De vindstyrkor som i äldre tider rapporterades av fyrvaktare var enbart mycket subjektiva bedömningar utan mätning, och alltså långt ifrån exakta.
| Vindhastighet i beaufort | Benämning        | Benämning                      | Vindhastighet | Vindhastighet | Vindens verkningar |
| Vindhastighet i beaufort | på land          | till sjöss                     | m/s           | km/h          | Vindens verkningar |
| ------------------------ | ---------------- | ------------------------------ | ------------- | ------------- | --- |
| 0                        | Lugnt            | Stiltje, bleke                 | 0–0,2         | 0–1           | Rök stiger rätt upp, löv hänger stilla, sjön ligger spegelblank |
| 1                        | Svag vind        | Nästan stiltje, svag bris      | 0,3–1,5       | 1–5           | Knappt märkbar för känseln, löv rör sig sakta, skorstensrök driver i vindens riktning, små krusningar på sjön |
| 2                        | Svag vind        | Lätt (laber) bris              | 1,6–3,3       | 6–11          | Lyfter vimpel, vindflöjel visar vindriktningen, på sjön korta tydliga vågor |
| 3                        | Måttlig vind     | God bris                       | 3,4–5,4       | 12–19         | Vimpel sträcks, flagga lyfts, löv vibrerar, tunna kvistar på lövklädda träd i oavbruten rörelse, vågkammar börjar brytas här och var |
| 4                        | Måttlig vind     | Frisk bris                     | 5,5–7,9       | 20–28         | Tunnare grenar på lövklädda träd rör sig, damm och lös snö virvlar upp, på sjön långa vågor med vita kammar. Signifikanta medelvågen blir ca 0,5 meter i höjd på öppna vatten, dock beroende av bland annat lufttryck.                                     |
| 5                        | Frisk vind       | Styv bris                      | 8,0–10,7      | 29–38         | Mindre lövträd svajar, tröttsamt gå mot vinden, utpräglade långa vågor som tidvis bryter. Skumkammar överallt. Våghöjden når vanligtvis omkring en meter eller strax där över.                                                                             |
| 6                        | Frisk vind       | Hård bris, frisk kuling/kultje | 10,8–13,8     | 39–49         | Stora grenar på lövklädda träd rör sig, det viner i luftledningar, på sjön stora vågberg, ibland dyningslika, som kan nå över 2 meter i höjd på till exempel Kattegatt. På havet breder skumkammar ut sig över stora ytor.                                 |
| 7                        | Hård vind        | Styv kuling/kultje             | 13,9–17,1     | 50–61         | Böjer mindre trädstammar, svårt gå upprätt, sjön tornar upp sig och bryter, skummet läggs i strimmor i vindriktningen. |
| 8                        | Hård vind        | Hård kuling/kultje             | 17,2–20,7     | 62–74         | Bryter kvistar, besvärligt gå över öppna ytor, vågors höjd och längd betydande, skumstrimmorna tätnar. Våghöjden blir 2–2,5 meter på öppet hav. |
| 9                        | Mycket hård vind | Halv storm                     | 20,8–24,4     | 75–88         | Bryter mindre träd, taktegel blåser ned. På öppet hav är vågorna över 3 meter, ibland upp till 5 meter. Färjetrafiken påverkas av till exempel förseningar. Oftast inställs katamaranfärjetrafik. Öresundsbron sänker bilhastigheten.                      |
| 10                       | Storm            | Storm                          | 24,5–28,4     | 89–102        | Rycker upp stora träd med rötterna, stora skador på hus, höga vågberg med brottsjöar, havet nästan vitt av skum. Färjetrafiken inställs oftast för passagerarnas komfort och vältrisk för gods eller fordon på bildäck. Öresundsbron stängs för biltrafik. |
| 11                       | Svår storm       | Svår storm                     | 28,5–32,6     | 103–117       | På stora ytor i skog har alla träd fällts av vinden, stora fartyg som nyss synts försvinner bakom vågberg, havet helt vitt, skum i luften försvårar sikten                                                                                                 |
| 12                       | Orkan            | Orkan                          | 32,7–36,9     | 118–133       | Stora föremål flyger i luften, fönster blåser in, byggnadsställningar rasar, båtar kastas upp på land, allmän ödeläggelse. Öresundsbron stängs för tågtrafik.                                                                                              |
| 13                       | Orkan            | Orkan                          | 37,0–41,4     | 133–149       | |
| 14                       | Orkan            | Orkan                          | 41,5–46,1     | 149–166       | |
| 15                       | Orkan            | Orkan                          | 46,2–50,9     | 166–183       | |
| 16                       | Orkan            | Orkan                          | 51,0–56,0     | 184–202       | |
| 17                       | Orkan            | Orkan                          | 56,1–61,2     | 202–220       | |

## Vindskalor för extrema vindar
Vid bedömning av styrkan och eventuella skador till följd av orkaner i Nordamerika används Saffir–Simpson-orkanskalan. Graden bedöms genom observationer av orkanen. Till skalan hör en gradering av en del fenomen. Vindhastighet, stormflodens höjd och lufttryck som kan ge en uppfattning om vilken skada orkanen kommer att ge när den når land.
Vid bedömning av en tornados styrka i efterhand används Fujitas skala. Skalan baseras på skadornas grad. Till skalan hör en gradering av vindhastigheten. Även Torros skala används men dess grader bestäms helt av vindhastighet.